# ريك وير
ريك وير (بالإنجليزية: Rick Ware)‏ هو مهندس أمريكي، ولد في 6 أغسطس 1963 في بيشوب في الولايات المتحدة.

## وصلات خارجية
- الموقع الرسمي
- ريك وير على موقع Racing-Reference.info (الإنجليزية)